# Emilia (película)
 Emilia  es una película de Argentina filmada en colores dirigida por César Sodero sobre su propio guion que se estrenó el 24 de diciembre de 2020 tras ser exhibida en el Festival Internacional de Cine de Róterdam 2020. Tuvo como actores principales a Claudia Cantero,  Ezequiel Díaz,  Sofía Palomino y Camila Peralta.

## Sinopsis
Una ruptura con su novia decide a Emilia a volver a su pueblo patagónico después de muchos años fuera. Se instala en casa de su madre, obtiene un cargo como profesora en el colegio y paulatinamente se reencuentra con sus vecinos, con los afectos del pasado, con las sensaciones hicieron que se fuera y con la posibilidad de redefinir el sentido de su vida.

## Reparto
Participaron del filme los siguientes intérpretes:
- Sofía Palomino…Emilia
- Claudia Cantero …Claudia
- Ezequiel Díaz …Manuel
- Camila Peralta…Lorena
- Nina Dziembrowski…Rosario
- Fernando Contigiani García …Cristian
- Jorge Sesán…Sergio
- Glenda Daus …Cantante en la taberna

## Comentarios
Leonardo D’Espósito escribió en Noticias:”

”…la Emilia del título…vuelve a su pueblo patagónico tras una ruptura sentimental. El encuentro con el pasado, con la familia que no termina de aceptarla y con su propia contradicción de adolescente eterna está mostrado con sensibilidad y sin subrayados innecesarios..“ 

Ezequiel Boetti escribió en el sitio otroscines:”

”…esta ópera prima…encuentra su mérito principal en la sutil construcción de un personaje fracturado y con infinitos pliegues de misterio y contradicciones al que Sofía Palomino interpreta con partes iguales de fragilidad y dubitación.”

## Nominaciones
La película fue nominada al Premio del Jurado a la Mejor Película en el Festival Merlinka 2020.